# 古山かおり
古山 かおり（ふるやま かおり、1984年〈昭和59年〉11月25日 - ）は、日本のフリーアナウンサー。

## 経歴
福岡県北九州市出身。福岡県立八幡高等学校を卒業後、西南学院大学人間科学部児童教育学科に入学。大学時代はRKB毎日放送でインターンシップを行い、福岡アナウンススクールにも通った。当時から福岡でDJを務めていた首藤真吾は友人で、後に首藤がMBC南日本放送を訪れる様子もブログに公開されていた。
大学卒業後、2007年（平成19年）、MBC南日本放送にアナウンサーとして入社し、編成本部ラジオ制作部に配属。2010年（平成22年）5月13日から、ゴールデンタイムの番組『TEGE2』で入社後初となる、テレビでのレギュラー出演を務める。同年、『週刊プレイボーイ』美人女子アナ特集のグラビアに掲載。
2011年（平成23年）春、アナログテレビジョン放送終了を目前にして、地元出身の豊平有香が妊娠し産休に入ったことから、残り数か月の穴埋めを目的として地上デジタル放送推進大使職を引き継いだ。
2012年（平成24年）元旦、TBSテレビ「1億3000万人が見たい 全国ご当地ネタ選手権JJJ-1グランプリ」に出演。同年5月20日、TBSテレビ「みのもんたの朝ズバッ!」で金環日食の中継を行う。同年、第37回アノンシスト賞のCM部門で受賞。
2014年（平成26年）3月いっぱいでMBC南日本放送を退職。翌月帰郷後は暫く地元でフリーランス活動をしていたが、立花麻理が妊娠し産休に入ることに伴う、TVQ九州放送の契約アナウンサー採用試験を受け合格し、同年7月1日付で契約アナウンサーとして入社。
2016年（平成28年）3月3日に第一子を出産した事をTwitterにて報告。

## 出演

### テレビ
- TVQスーパースタジアム（TVQ九州放送[注釈 3]）
- ルックアップふくおか（2014年8月1日 - 、TVQ九州放送[注釈 4]）
- TVQニュース（TVQ九州放送）
- TEGE2（2010年5月13日 - 2013年10月28日、MBCテレビ）
- MBCニューズナウ（2013年11月4日 - 2014年3月、MBCテレビ）
- ズバッと!MBC（MBCテレビ）
- MBCニュース（ - 2014年3月、MBCテレビ）

### ラジオ
- We are こっつぶぅ～ず。（2007年10月 - 2008年3月、2008年10月 - 2009年3月、MBCラジオ）
- ゆーすけ・かおりのMorningPalette（2009年3月30日 - 2011年3月31日、MBCラジオ）
- 古山かおりのモーニングスマイル（2013年4月1日 - 2014年3月31日、MBCラジオ[注釈 5]）
- 希望のリボン（MBCラジオ）
- 歌のない歌謡曲（MBCラジオ）
- MBC50ニュース（MBCラジオ）